# Zec du Lac-au-Sable
Pour les articles homonymes, voir Lac-aux-Sables (homonymie).
La zec du Lac-au-Sable est une zone d'exploitation contrôlée (zec) située dans le territoire non organisé du Mont-Élie (Québec), dans la municipalité régionale de comté (MRC) de Charlevoix-Est, dans la région administrative de la Capitale-Nationale, au Québec, au Canada.

## Géographie
La zec du Lac-au-Sable est connexe (sur son côté ouest) à la zec des Martres et au nord à la zec de l'Anse-Saint-Jean. La zec du Lac-au-Sable est longue de 51 km (sens nord-sud) et de 32 km au maximum d'est-en ouest. Le relief de la zec du Lac-au-Sable est typique de la région de Charlevoix. L'altitude du terrain varie de 150 m à plus de 1 000 m.
Les principaux lacs de la zec sont: au Bouleau, Boulianne, des Caleçons, Cimon, Couture, Emmuraillé, de la Glissette, de l'Étoile, de l'Hermine, des Panses, des Roches, du Garde, du Sauvage, du Tétras, lac à l'Est, lac à Jacob, Julie, Lapointe, Moïse, lac à l'Orignal, Pierrot, Pilotte, Raymond, au Sable, petit lac au Sable, Premier lac des Marais, Deuxième lac des Marais et Troisième lac des Marais.
Les principaux cours d'eau de la zec sont: des Marais, ruisseaux des Castors, des Américains, Chouinard, du Pont et la rivière Snigol.
Dans la zec, le réseau routier est exclusivement constitué de chemins forestiers en gravier. Selon les périodes, les entreprises forestières transportent le bois coupé en utilisant les chemins forestiers de la zec.
La zec offre un service de location d'embarcation pour plusieurs lacs. Plusieurs lacs sont dotés de rampe de mise à l'eau. La zec offre aussi divers services d'hébergement: 
- Chalet Donohue au Deuxième lac des Marais, situé à 15 kilomètres en voiture à partir du poste d'accueil,
- Yourte à Menaud, au Lac à l'Est,
- Camping de la Gélinotte.

## Chasse et pêche
La zec du Lac-au-Sable comporte de nombreux plans d'eau propices pour la pêche sportive. La zec applique un plan d'ensemencement approuvé par le ministre responsable de la faune. Ce plan évolutif décrit une liste des plans d’eau où l’ensemencement est généralement permis. Selon les périodes de l'année, certains lacs sont sujets à une règlementation particulière. L'omble de fontaine est sujet à des quotas de pêche. En hiver, la zec offre des activités de pêche sur la glace de quelques lacs notamment : lac Jacob, lac Emmuraillé et Troisième lac des Marais. Ces lacs sont accessibles en motoneige sur une distance de 12 à 38 km à partir du poste d'accueil de la zec.
La chasse est réglementée selon les périodes, le sexe des bêtes, les engins de chasse pour les espèces suivantes : orignal, ours noir, gélinotte, tétras, lièvre et faisan.

## Histoire
La ZEC Lac-au-Sable a été constituée en 1978 dans le cadre de nouvelles politiques gouvernementales provinciales de développement contrôlée de certains territoires forestiers et d'accès aux zones potentielles pour les activités récréotouristiques. Les zones d'exploitation contrôlée (zec) se substituaient alors à de nombreux clubs privés. À cette époque, le Club des Marais inc et le Club Rodrigue inc étaient déjà bien établis au centre du territoire actuel de la zec. Le membership de ces clubs était surtout composé de dizaines d'employés de la compagnie Donohue, aujourd’hui Résolu. Le 31 janvier 1978, sous l’égide du syndicat des travailleurs du papier de Clermont, les membres de ces deux clubs conviennent de demander une accréditation aux fins d'administrer dorénavant le territoire désigné de la "zec du Lac-au-Sable". Le 26 avril 1978, lors d’une première assemblée formelle, les deux groupes s’entendent sur la formation d’un comité provisoire nommé "Association loisirs et plein air des Marais" et qui a été immatriculé initialement le 24 avril 1978 au Registraire des entreprises du Québec (modification à l'immatriculation le 2 février 1995). La première saison s’est opérée sous la gouvernance de ce comité provisoire jusqu’à la première assemblée générale. Aujourd’hui, la ZEC fait partie du réseau provincial de ZEC regroupées au sein de la Fédération Québécoise des Gestionnaires de ZEC (FQGZ).

## Toponymie
La dénomination de la zec est liée au Lac au Sable située dans la partie nord de la zec, soit juste au sud du Lac au Bouleau.
Le toponyme "Zec du Lac-au-Sable" a été officialisé le 5 août 1982, à la Banque des noms de lieux de la Commission de toponymie du Québec.